# Krantikari Samyavadi Party
Krantikari Samyavadi Party ("Revolutionära kommunistpartiet") är ett indiskt politiskt parti i delstaten Bihar. KSP bildades som en utbrytning ur Communist Party of India. KSP ville fortsätta samarbetet med Laloo Prasad Yadavs Rashtriya Janata Dal.
I delstatsvalet 2000 vann KSP två mandat (stödda av Laloo). Totalt hade partiet lanserat sju kandidater.
I valet till Lok Sabha 2004 lanserade partiet en kandidat i Madhubani, som fick 6948 röster (1% av rösterna i den valkretsen).